# Keresztény (település)
Keresztény egykor önálló község, 1950-től Egyházasfalu legdélebbi településrésze Győr-Moson-Sopron vármegyében.
Főutcája a 8623-as út, Egyházasfalu északabbi részeivel a 8626-os út köti össze.
Belterületének keleti szélétől nem messze húzódik a Sopron–Szombathely-vasútvonal, melynek a 8623-as út szintbeli keresztezésénél megállóhelye is van. A megálló eredetileg a község nevét viselte, jelenlegi neve Újkér megállóhely.

## Története
Keresztény első írásos említése 1264-ben történt, amikor mint a keresztes lovagrend birtokában levő falut említik. Egy 1280-ban kelt oklevélből kitűnik, hogy a templomos lovagoknak Keresztényben rendházuk és templomuk is volt. 1483-ban Mátyás király adó- és vámmentességet adott. A falu a 15. század végén elpusztult. 1500-ban a soproni keresztes lovagok tiltakoztak az ellen, hogy a szomszéd községek szabadon garázdálkodnak az időközben pusztává lett birtokon. A rend a mohácsi vész idején elhagyta Sopront, és a falu a Nádasdyaké lett. Az úrbéri állomány elkülönzése és tagosítása ügyében 1836-ban megindultak a tárgyalások, de csak 1848-ban vezettek eredményre. Az utolsó nagy kolerajárvány 1872-1874 között pusztított. A túlélő keresztényi hívek a falu mellett hálából „Mária neve napja” kápolnát építettek. Azóta minden évben nagy ünnepséggel tartják meg a kápolna búcsúját, amelyre a faluból elszármazottak is nagy számban hazalátogatnak.
Vályi András szerint "KERESZTÉNY, Magyar falu Sopron Várm. földes Ura Koller Uraság, lakosai katolikusok, fekszik Új Kérhez közel, és annak filiája, Sopronhoz 3 4/8 mértföldnyire, határja két fordúlóban, közép termékenységű, réttye nints, legelője meg lehetős, szőlleje nints, vagyonnyai középszerűek."
Fényes Elek szerint "Keresztény, magyar falu, Sopron vmegyében, Kőszeghez keletre 3 mfd., 200 k. lak. Határa róna és termékeny; van 1170 hold szántóföldje, 26 h. rétje, 304 h. erdeje és legelője. E helységet Maria Therezia ama hires jogtudós Kollár Ádámnak, a bécsi cs. kir. könyvtár felvigyázójának ajándékozá; s most is egy rokona Kollár Ferencz ur birja."